# Bolivar (metrostation Parijs)
Bolivar is een station van de metro in Parijs langs metrolijn 7bis, in het 19de arrondissement.
Louis Blanc · 
Jaurès · 
Bolivar · 
Buttes Chaumont · 
Botzaris · 
Danube · 
Place des Fêtes · 
Pré Saint-Gervais